# 加富尔大街 (佩鲁贾)

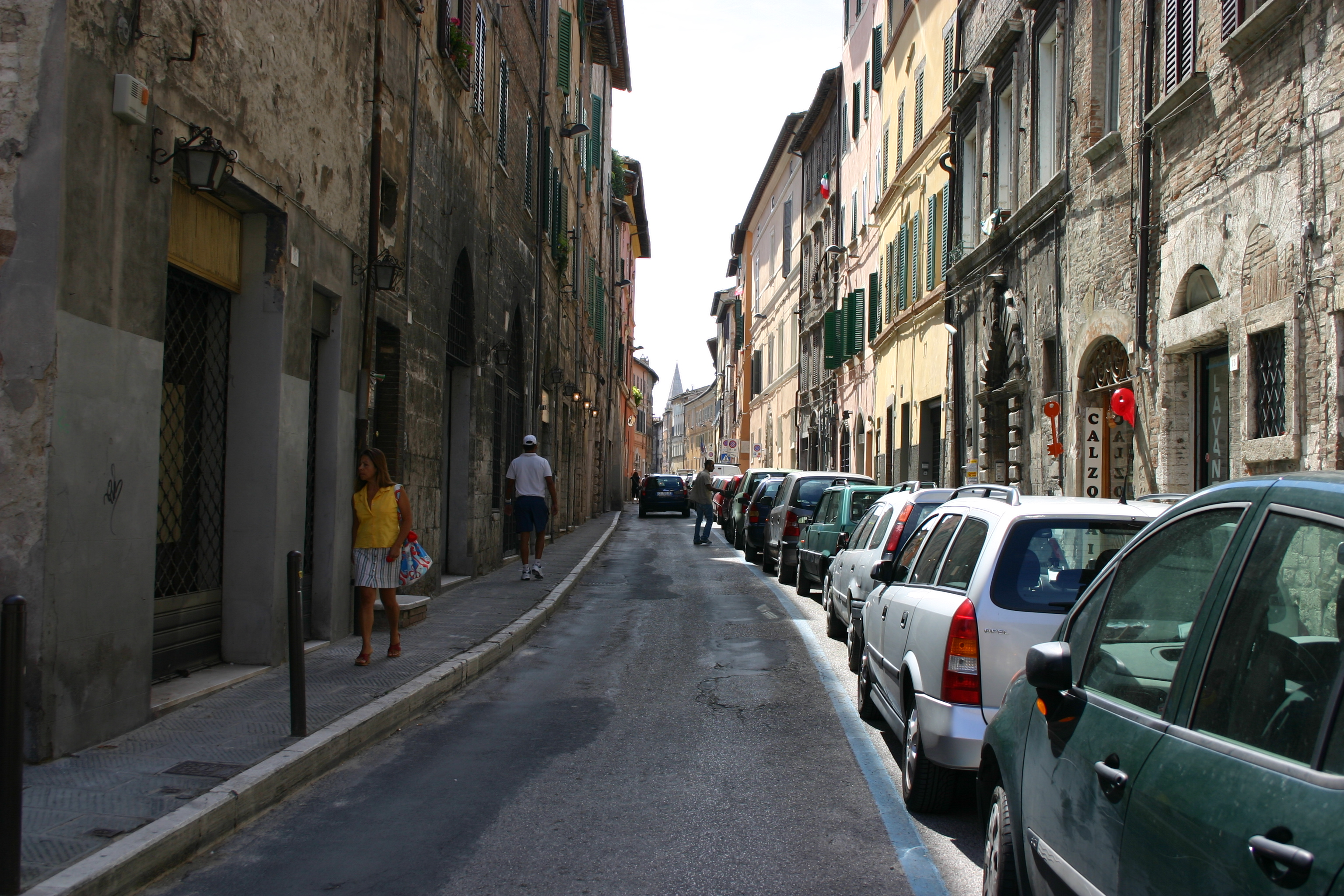

加富尔大街（Corso Cavour）是意大利佩鲁贾的一条街道，开始于Sant'Ercolano教堂，结束于圣伯多禄门。
这条中世纪街道为佩鲁贾中心最长的街道之一。
在街道的中段，有雄伟的圣道明圣殿。